# Cousso
Cousso is een plaats (freguesia) in de Portugese gemeente Melgaço en telt 361 inwoners (2001).

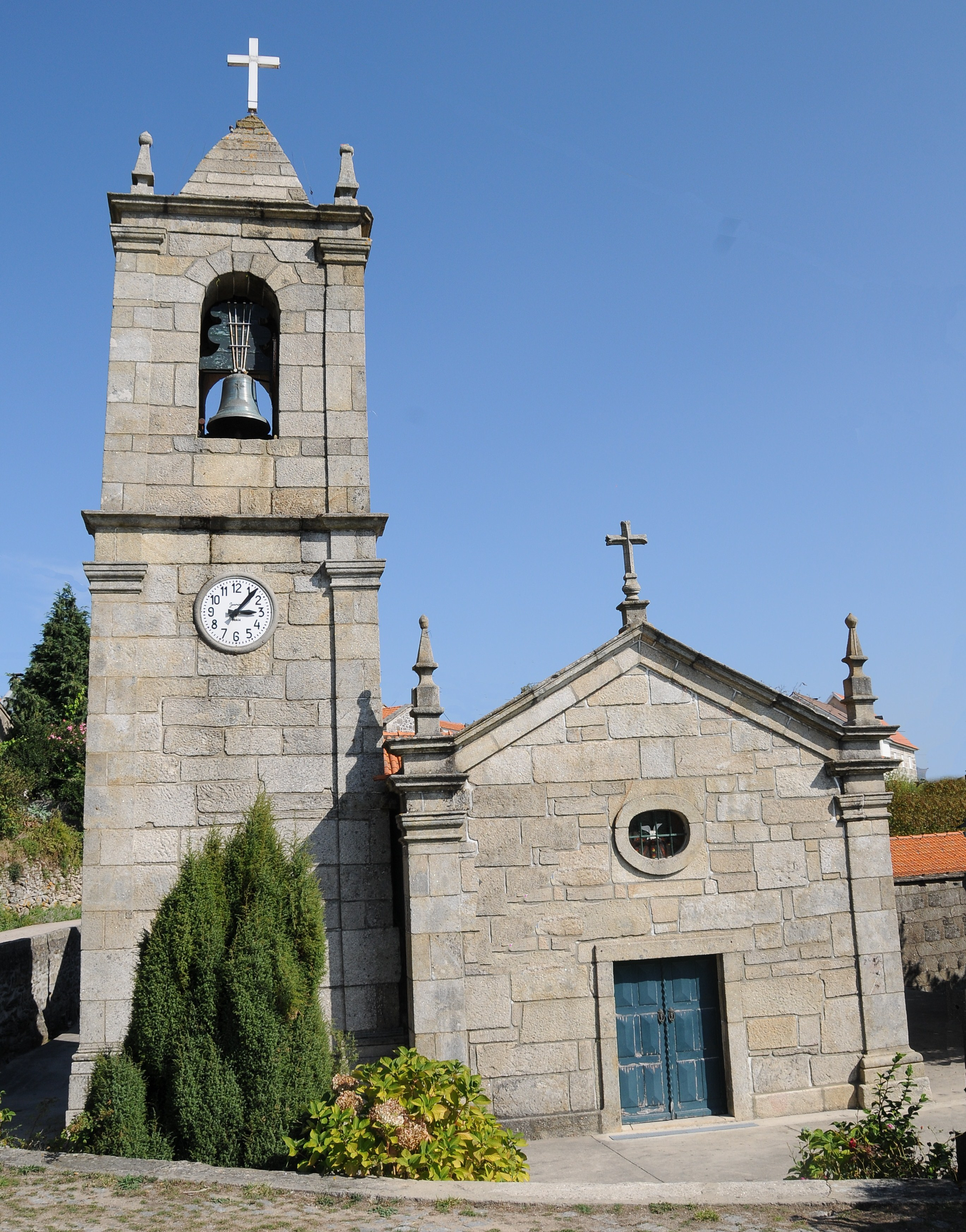